# Teucholabis angustapicalis
Teucholabis angustapicalis är en tvåvingeart som beskrevs av Alexander 1938. Teucholabis angustapicalis ingår i släktet Teucholabis och familjen småharkrankar. Inga underarter finns listade i Catalogue of Life.